# Врба (Луковиця)
Врба (словен. Vrba) — поселення в общині Луковиця, Осреднєсловенський регіон, Словенія. 
Висота над рівнем моря: 320,8 м.